# 9921 Rubincam

9921 Rubincam

9921 Rubincam eller 1981 EO18 är en asteroid i huvudbältet som upptäcktes den 2 mars 1981 av den amerikanska astronomen Schelte J. Bus vid Siding Spring-observatoriet. Den är uppkallad efter David P. Rubincam.
Asteroiden har en diameter på ungefär 4 kilometer.